# Lilla Jönssonligan & stjärnkuppen
Lilla Jönssonligan och stjärnkuppen är en svensk långfilm från 2006. Det är den fjärde filmen av fyra om Lilla Jönssonligan.

## Handling
Dynamit-Harry har lovat flickvännen Doris den populära sångerskan Dani D:s autograf men Dani D:s impressario har förbjudit henne att skriva några. Sickan, Vanheden och Dynamit-Harry försöker med olika planer ändå skaffa sig den.

## Om filmen
Till skillnad från tidigare filmer om Lilla Jönssonligan utspelas denna film i nutid, och har nya skådespelare sett till de två första respektive den tredje filmen. Filmen försöker till skillnad från de tidigare filmerna inte ligga i kanon med filmerna om den "vuxna Jönssonligan". Wall-Enberg "Junior" figurerar inte i filmen.[källa behövs]

## Rollista
- Mikael Lidgard –  Charles-Ingvar "Sickan"
- Hugo Flytström –  Dynamit-Harry
- Axel Skogberg –  Vanheden
- Anna Ida Hallberg –  Doris
- Loa Falkman –  Direktör Wall-Enberg
- Lena B. Eriksson –  advokat Gabrielsson
- Jens Hultén –  Bruno
- Stefan Sauk –  Rainer Schultz
- Edith Backlund –  Linda
- Daniela Miteska –  Dani D.
- Claes Ljungmark –  Knut
- Maria Lindström –  Petra
- Dominik Henzel – nyhetschefen
- Johanna Grundin –  Doris Kompis
- Moa Olsén-Widtfeldt –  Doris kompis